# Gerhard Roth
Gerhard Roth   (Graz, 24 de juny de 1942 - Graz, 8 de febrer de 2022) va ser un escriptor austríac.

## Vida i obra
Fill d'un metge i d'una infermera, Roth va començar a estudiar la medicina però va interrompre aviat per concentrar-se en la literatura. A l'inici va guanyar-se la vida com a programador al centre informàtic de Graz. Des del 1976 era un escriptor lliure. Del 1973 al 1978 va ser membre de l'associació d'escriptors Grazer Autorenversammlung però el 1979 va a Hamburg. Des de 1986 va viure a Viena i a Estíria. El seu fill és el director de cinema Thomas Roth.
Al centre de la seva obra es troba el protagonista central en un món que li sembla una situació pertorbant, torturant i doncs inacceptable. Sovint la forma exterior de les novel·les és la d'una novel·la policíaca però la intenció de l'autor és la descoberta de coses clandestines en un sentit figuratiu.
El cicle novel·lístic de Die Archive des Schweigens tracta del passat austríac al mirall dels sistemes polítics i socials d'avui.

## Distincions
- 1976 Literaturpreis des Landes Steiermark
- 1983 Alfred-Döblin-Preis de novel·la
- 1992 Literaturpreis der Stadt Wien
- 1995 Goldene Romy
- 2002 Bruno-Kreisky-Preis für das politische Buch (Premi per al Llibre Polític)
- 2003 Goldenes Ehrenzeichen für Verdienste um das Land Wien
- 2007 Medalla Marietta i Friedrich Torberg
- 2012 Premi de Literatura Jakob Wassermann
- 2015 Premi Jean Paul
- 2016 Großer Österreichischer Staatspreis (Gran Premi de l'Estat Austríac)
- 2016 Premi Hoffmann von Fallersleben

## Publicacions
- Die Archive des Schweigens. Cicle novel·lístic:
  - Der Stille Ozean, 1980
  - Landläufiger Tod, 1984
  - Am Abgrund, 1986
  - Der Untersuchungsrichter, 1988
  - Im tiefen Österreich, 1990
  - Die Geschichte der Dunkelheit, 1991
  - Eine Reise in das Innere von Wien, 1991
- Novel·les: 
  - die autobiographie des albert einstein, 1972
  - Der Wille zur Krankheit, 1973
  - Der große Horizont, 1974
  - Ein neuer Morgen, 1976
  - Winterreise, 1978
  - Die schönen Bilder beim Trabrennen, 1982
  - Der See, 1995
  - Der Plan, 1998
  - Der Berg, 2000
  - Der Strom, 2002
  - Das Labyrinth, 2004
  - Grundriss eines Rätsels, 2014
- Contes:
  - Der Ausbruch des Weltkriegs, 1972
  - Circus Saluti, 1981
  - Das Töten des Bussards, 1982
- Teatre:
  - Lichtenberg, 1973
  - Sehnsucht, 1977
  - Dämmerung, 1978
  - Erinnerungen an die Menschheit, 1985
  - Franz Lindner und er selber, 1987
  - Fremd in Wien, 1993
- Autobiografia:
  - Das Alphabet der Zeit, 2007
- Assaigs:
  - Über Bienen. 1996.
  - Das doppelköpfige Österreich, 1995
  - Gsellmanns Weltmaschine